# دة شمس بزرغ
دة شمس‌ بزرغ هي قرية في مقاطعة أشنوية، إيران. يقدر عدد سكانها بـ 779 نسمة بحسب إحصاء 2016.